# نابرابری آبل
در ریاضیات، نابرابری آبل، که از ریاضی‌دان نروژی نیلس هنریک آبل نام گرفته، حد بالایی برای حاصل‌ضرب داخلی دو بردار در حالتی خاص ولی مهم فراهم می‌کند.
اگر {\displaystyle \{f_{n}\}} دنباله ای از اعداد حقیقی باشد به طوری که {\displaystyle f_{n}\geq f_{n+1}>0} برای {\displaystyle n=1,2,\ldots } و {\displaystyle \{a_{n}\}} دنباله ای باشد اختیاری از اعداد حقیقی یا مختلط، در آن صورت:
{\displaystyle \left|\sum _{n=1}^{m}a_{n}f_{n}\right|\leq A_{m}f_{1},}
که در آن
{\displaystyle A_{m}=\operatorname {max} \left\lbrace |a_{1}|,|a_{1}+a_{2}|,\dots ,|a_{1}+a_{2}+\cdots +a_{m}|\right\rbrace .}
این نامساوی برای سریهای نامتناهی در حالت حدی {\displaystyle m\rightarrow \infty } هم برقرار است اگر حد {\displaystyle \lim _{m\rightarrow \infty }A_{m}\ } وجود داشته باشد.